# The Boyz
The Boyz (en hangul, 더보이즈; estilizado como THE BOYZ) es una boy band surcoreana formada en 2017. El grupo consiste actualmente de diez integrantes: Sangyeon, Jacob, Younghoon, Hyunjae, Juyeon, Kevin, New, Q, Sunwoo, y Eric. Actualmente se encuentran bajo la compañía ONE HUNDRED.

## Historia

### Predebut
En 2016 y principios de 2017, varios miembros aparecieron en vídeos musicales de diferentes artistas, en cortas apariciones o papeles principales. Kevin fue presentado por primera vez al público como un concursante de Kpop Star 6, donde fue eliminado al comienzo de la competencia. Sunwoo se convirtió en concursante de High School Rapper en enero de 2017, donde también fue eliminado al comienzo de la competencia. En marzo de 2017, Ju Haknyeon participó en Produce 101 y alcanzó el lugar 19 durante el episodio final.
El 4 de julio, el grupo se anunció por primera vez como Cre.kerz, a través de las redes sociales de la agencia. El 18 de julio, su nombre oficial fue revelado. Desde el 23 de agosto al 11 de octubre, se emitió su primer reality show, Flower Snack, que dio como resultado el lanzamiento de la canción «I'm Your Boy». Celebraron su primer evento de fanes, Heart to Heart, para 1000 fanáticos el 28 de octubre.
En noviembre, los doce miembros firmaron contratos como modelos exclusivos para la marca de uniformes escolares Skoolooks, así como la marca de cosméticos Siero Cosmetic.
El 4 de diciembre, Cre.ker Entertainment confirmó que el grupo firmó un contrato con Sony Music para sus promociones en Japón.

### 2017: Debut conThe First
El 6 de diciembre, The Boyz debutó oficialmente con el lanzamiento de su primer EP The First y su sencillo principal «Boy».
Es un tema EDM con una base R&B y la letra expresa los sentimientos del grupo de estar siempre al lado de quienes los amen.

### 2018: Primer Comeback conThe Start
El 3 de abril, The Boyz lanzó su segundo EP The Start con el sencillo principal «Giddy Up».Es una canción pop enérgica con elementos funky.
Single Digital 'Keeper'
El 12 de julio  el grupo liberó el sencillo especial “The KeePer”, la pista es una dulce canción de confesión producida por el miembro de Block B, Park Kyung. El veraniego tema tiene una melodía pegadiza con refrescantes sonidos de guitarra.
Single Album 'The Sphere'
El 5 de septiembre THE BOYZ publicó su álbum de sencillos. “Right Here” es un tema pop dance electrónico que usa un enérgico sintetizador y que tiene un ritmo que crea sonidos adictivos. El tema ha sido escrito desde el punto de vista de un chico que ya sabe todo.
3er Mini Album 'The Only'
El 29 de noviembre el grupo lanzó su tercer miniálbum “The Only”  junto al MV de “No Air”.
2019:  Comeback con el single album 'Bloom Bloom'
El 29 de abril el grupo lanzó su segundo álbum de sencillos con la canción principal, 'Bloom Bloom'.
Los miembros SunWoo y Eric contribuyeron con las letras de su canción principal, Bloom Bloom, y Eric también coescribió las letras de Butterfly. Las letras de Clover fueron coescritas por THE BOYZ.
Debut en Japón con 'Tattoo'
El 6 de noviembre el grupo realizó su primer debut en Japón con la canción principal 'Tattoo'.

## Miembros
| Nombre artístico | Nombre completo | Nombre completo | Fecha de nacimiento                | Lugar de nacimiento | Posición                                        |
| ---------------- | --------------- | --------------- | ---------------------------------- | ------------------- | ----------------------------------------------- |
| Sangyeon         | Lee Sang-yeon   | 이상연          | 4 de noviembre de 1996 (28 años)   | Corea del Sur       | Líder, vocalista principal                      |
| Jacob            | Bae Joon-young  | 배준영          | 30 de mayo de 1997 (28 años)       | 🇨🇦 Canadá           | Vocalista líder                                 |
| Younghoon        | Kim Young-hoon  | 김영훈          | 8 de agosto de 1997 (27 años)      | Corea del Sur       | Vocalista, visual, cara del grupo               |
| Hyunjae          | Lee Jae-hyun    | 이재현          | 13 de septiembre de 1997 (27 años) | Corea del Sur       | Vocalista líder, bailarín líder, visual         |
| Juyeon           | Lee Ju-yeon     | 이주연          | 15 de enero de 1998 (27 años)      | Corea del Sur       | Vocalista, bailarín principal y visual          |
| Kevin            | Moon Hyung-seo  | 문형서          | 23 de febrero de 1998 (27 años)    | 🇨🇦 Canadá           | Vocalista principal                             |
| New              | Choi Chan-hee   | 최찬희          | 26 de abril de 1998 (27 años)      | Corea del Sur       | Vocalista principal                             |
| Q                | Ji Chang-min    | 지창민          | 5 de noviembre de 1998 (26 años)   | Corea del Sur       | Vocalista, rapero, bailarín principal           |
| Ju Haknyeon      | Ju Haknyeon     | 주학년          | 9 de marzo de 1999 (26 años)       | Jeju, Corea del Sur | Vocalista, rapero, bailarín líder               |
| Sunwoo           | Kim Sun-woo     | 김선우          | 12 de abril de 2000 (25 años)      | Corea del Sur       | Vocalista, rapero principal y bailarín líder    |
| Eric             | Son Youngjae    | 손영재          | 22 de diciembre de 2000 (24 años)  | Seúl, Corea del Sur | Vocalista, rapero líder, bailarín líder, maknae |

## Discografía

### EP
| Título                                                                                   | Detalles | Mejor posición | Ventas |
| Título                                                                                   | Detalles | COR            | Ventas |
| ---------------------------------------------------------------------------------------- | --- | -------------- | ------ |
| The First                                                                                | - Lanzamiento: 6 de diciembre de 2017 - Discográfica: Cre.ker Entertainment, LOEN Entertainment - Formatos: CD, descarga digital Ver listaTrack listing 1. Intro 2. Boy (소년) 3. Walkin' In Time (시간이 안 지나가) 4. Got It (있어) 5. I'm Your Boy 6. Boy (inst.) | 3              | —      |
| «—» indica que el lanzamiento no se posicionó en la lista o no se publicó en esa región. | |                |        |

| Título                                                                                   | Detalles | Mejor posición | Ventas |
| Título                                                                                   | Detalles | COR            | Ventas |
| ---------------------------------------------------------------------------------------- | --- | -------------- | ------ |
| The Start                                                                                | - Lanzamiento: 3 de abril de 2018 - Discográfica: Cre.ker Entertainment, LOEN Entertainment - Formatos: CD, descarga digital Ver listaTrack listing 1. The Start 2. Giddy Up 3. Text Me Back 4. Just U 5. Back 2 U 6. Get It | —              | —      |
| «—» indica que el lanzamiento no se posicionó en la lista o no se publicó en esa región. | |                |        |

### Sencillos
| Título                                                                                   | Año  | Mejor posición | Ventas | Álbum     |
| Título                                                                                   | Año  | COR            | Ventas | Álbum     |
| ---------------------------------------------------------------------------------------- | ---- | -------------- | ------ | --------- |
| «Boy (소년)»                                                                             | 2017 | —              | —      | The First |
| «Giddy Up »                                                                              | 2018 | —              | —      | The Start |
| «—» indica que el lanzamiento no se posicionó en la lista o no se publicó en esa región. |      |                |        |           |